# Blastobasis
Blastobasis é um gênero de mariposa pertencente à família Coleophoridae.